# Hyperolius guttulatus
Espèce
Synonymes
- Hyperolius reticulatus Günther, 1865 "1864"
- Rappia lagoensis Günther, 1869 "1868"
- Hyperolius buchholzi Ahl, 1931
- Hyperolius liberiensis Laurent, 1951

Statut de conservation UICN

 LC  : Préoccupation mineure
Hyperolius guttulatus est une espèce d'amphibiens de la famille des Hyperoliidae.

## Répartition
Cette espèce se rencontre en Guinée, au Sierra Leone, au Liberia, en Côte d'Ivoire, au Ghana, au Togo, au Bénin, au Nigeria, au Cameroun et au Gabon,.

## Publication originale
- Günther, 1858 : Catalogue of the Batrachia Salientia in the collection of the British Museum p. 319-328 (texte intégral).